# Suite gallaise
Albums de Tri Yann
Dix ans, dix filles La Découverte ou l'Ignorance
Suite gallaise est le troisième album du groupe Tri Yann, paru en 1974 ; c'est le premier à être publié sous le label du groupe « Marzelle ». L'album contient le titre Pelot d'Hennebont, l'une des chansons les plus connues de Tri Yann.

## Titres
| No  | Titre                                               | Durée |
| --- | --------------------------------------------------- | ----- |
| 1.  | Lundi mardi danse (traditionnel)                    | 2:50  |
| 2.  | Cad e sin don te sin (traditionnel)                 | 3:23  |
| 3.  | Bergère allons doux (traditionnel)                  | 3:04  |
| 4.  | Ton simple - tamm kreiz - ton double (traditionnel) | 6:23  |
| 5.  | Pelot d'Hennebont (traditionnel - Tri Yann)         | 3:16  |
| 6.  | Complainte de la blanche biche (traditionnel)       | 4:05  |
| 7.  | Suite du pays gallo (traditionnel - Tri Yann)       | 3:09  |
| 8.  | Le Couturier de Ruffigné (traditionnel)             | 2:43  |
| 9.  | Maluron Lurette (traditionnel)                      | 3:07  |
| 10. | Chanson des commères (Tri Yann - La Bolduc)         | 2:31  |

## Musiciens
- Bernard Baudriller : chant, violon, violoncelle, flûte irlandaise, contrebasse
- Jean Chocun : chant, guitare, banjo, basse
- Jean-Paul Corbineau : chant, guitare, harmonica, percussions
- Jean-Louis Jossic : chant, dulcimer, flûte irlandaise, bombarde, psaltérion, percussions